# ババカ・カマラ
ババカ・カマラ（Babacar Camara、1981年10月15日 - ）セネガル出身のプロバスケットボール選手である。ポジションはセンター。背番号1。211cm、122kg。

## 人物
カリフォルニア州立大学フラトン校から、2004年に中国CBAの吉林ノースイーストタイガースに入団。
2007年にプエルトリコのバイヤーモールに移籍。
2008年オフ、日本プロバスケットボールリーグ（bjリーグ）の富山グラウジーズに移籍。
シーズン途中の2009年2月、高松ファイブアローズへ移籍し、チームのカンファレンスセミファイナル進出に貢献。bjリーグ2008-09シーズンのブロックショットランキングで2位、フィールドゴール成功率ランキングで1位を記録した。
高松を退団後は、サウジアラビアのオホッドに所属。
2011年12月、京都ハンナリーズと契約し、シーズン終了まで在籍。
フリースローはサッカーのスローインのような投げ方をする。

## 記録
- bjリーグ
  - ブロックショット2位（2008-09）